# 都林街道
都林街道，是中华人民共和国内蒙古自治区兴安盟乌兰浩特市下辖的一个乡镇级行政单位。

## 行政区划
都林街道下辖以下地区：
裕环社区、腾飞社区、建兴社区、赛罕社区、天起社区和建丰社区。